# Gila ditaenia
La carpa sonorense (Gila ditaenia) es una especie de peces de la familia de los Cyprinidae.

## Morfología
Los machos pueden llegar alcanzar los 25 cm de longitud total.

## Hábitat
Es un pez de agua dulce.

## Distribución geográfica
Se encuentra en Arizona (Estados Unidos) y Sonora (México).